# Nucli central de Valls
El nucli central de la vila de Valls (Alt Camp) està catalogat com a conjunt monumental a l'Inventari del Patrimoni Arquitectònic de Catalunya. La forma del centre històric de Valls ve determinada pels dos barrancs que voregen el nucli per la seva cara nord i sud i que conflueixen a l'oest. El seu origen és fruit de la unió de dos nuclis:
- La vila closa: la forma d'aquesta vila s'aprecia en la disposició dels carrers de Tomàs Caylà, de la Carnisseria i d'en Simó.[1]
- El nucli format pel Castell i la Pobla de Santa Anna: el pati del castell es trobava on avui hi ha la plaça del Pati i la Pobla estava formada pels carrers de les Monges, d'en Bosc i de Santa Anna.[1]

Tres camins unien aquests dos nuclis:
- El de la Vilanova, actual carrer de la Cort
- El del Forn Nou, actualment Espardenyers i Forn Nou
- El de la Vilafranca, actual carrer de Sant Antoni

Al segle xiii tot aquest recinte es va emmurallar (vegeu muralla de Valls). Al segle xiv es va fer unes muralles noves que són les que van perdurar fins al segle xix. Aquest perímetre ve marcat actualment pels carrers: Muralla del Castell, Muralla de Sant Francesc, Muralla del Carme, Portal Nou i Muralla de Sant Antoni. De la muralla no queda pràcticament cap resta visible però es reflecteix en la profunditat de les cases edificades en el seu lloc; segurament part del mur d'aquestes cases pertanyen a l'antiga muralla però no es poden distingir fàcilment.
Durant els segles XIX i XX, Valls pateix la densificació i el creixement en vertical del seu nucli antic. Els estrets carrers medievals es tornen més foscos perquè els edificis guanyen alçada. Avui dia es troben cases de crugia estreta que consten de planta baixa, un pis i golfes juntament amb altres cases (que poden ser igual d'amples o més) que tenen planta baixa més quatre plantes.

## Història
Valls és fruit de la unió de dos pols: l'església i les cases que es construïren al seu voltant (dit la Vilaclosa) per una banda, i el Castell amb la Pobla de Santa Anna, per l'altra.
L'origen del nucli presidit per l'església podria ser una cruïlla de camins importants. Les primeres notícies de l'església de Sant Joan Baptista són del 1193. Aquesta església romànica va ser substituïda al segle xvi per l'actual. El temple era a la part més alta i la vila va començar a créixer cap a la part baixa, al llarg dels camins que hi arribaven; el poble que es va formar durant els segles xii i xiii estava envoltat de muralles i es coneixia com a Vilaclosa. Dins d'aquest primer clos hi havia un call jueu, format pel carrer dels Jueus i el del Call i amb les seves portes d'entrada, de les quals avui sols resta un arc al carrer del Call; aquest va funcionar com a tal fins a l'expulsió dels jueus l'any 1492.
L'altre pol d'activitat el formaven el Castell de l'Arquebisbe i la Pobla de Santa Anna. El castell fou edificat per Oleguer de Barcelona el 1130 i era on s'hostejaven les personalitats que visitaven la vila. A prop d'ell va sorgir un nucli de cases, la Pobla de Santa Anna, del que ja es tenen notícies el 1270.
Al segle xiii ja s'havien format els tres carrers que unien els dos nuclis: el carrer de la Cort, el del Forn Nou i el de Sant Antoni.
Les primeres muralles de Valls les va edificar el rei Jaume I a principis del segle xiii. L'any 1210 se li va concedir celebrar un mercat setmanal; aquests mercats atreien una gran quantitat de gent a la vila i va ser aquesta activitat la que va fer unir els dos nuclis originaris i que apareguessin un seguit de places mercadals que encara avui formen part de l'estructura del nucli antic de Valls.
El 1366 el rei Pere el Cerimoniós ordenà l'emmurallament de la vila i el perímetre d'aquestes muralles és el que va durar fins al segle xix. Les obres de construcció dels murs duraren del 1370 al 1390 i s'hi feren cinc portes i quinze torres. Malgrat estar emmurallada tot indica que no era una vila fortificada, ja que els murs eren de tàpia i no tenien cap valor bèl·lic.